# Zigera acidalia
Zigera acidalia är en fjärilsart som beskrevs av M.Gaede. Zigera acidalia ingår i släktet Zigera och familjen nattflyn. Inga underarter finns listade i Catalogue of Life.